# H-Kanal
Ein H-Kanal ist ein in der Frühzeit des ISDN von ITU-T in den Empfehlungen I.231.6, I.231.7 und I.231.8 standardisierter allgemeiner Übertragungskanal für leitungsvermittelte Übermittlungsdienste für öffentliche Telekommunikationsnetze mit höherer Datenübertragungsrate als der B-Kanal. Während der B-Kanal als Datenübertragungsrate 64 kbit/s bietet, sollte der Kanaltyp H mit Datenübertragungsraten von 384 kbit/s (H0), 1.536 kbit/s (H11), 1.920 kbit/s (H12) hochbitratige vermittelte Dienste ermöglichen. H0 und H1 waren abwärtskompatibel zur PDH-Hierarchie der Telekommunikationsnetze in den asiatisch-pazifischen beziehungsweise nordamerikanischen Ländern, H12 zu der in Europa. Für Standleitungen waren H-Kanäle vorgesehen ohne D-Kanal, vermittelte H-Kanäle sollten einen eingebauten D-Kanal mit 64 kbit/s haben. Vermittlungsstellen für diesen Kanaltyp wurden aber mangels Bedarf nie entwickelt, so dass der vermittelte H-Kanal nur auf dem Papier Bedeutung hat; in alten Lehrbüchern ist er noch zu finden. Auch für Standleitungen hat der H-Kanal sich nicht durchgesetzt, es wurden keine NTPM gebaut, die einen H-Kanal für den Anschluss eines Endgerätes boten.
Am Markt zu finden sind stattdessen Netzabschlüsse für Standleitungen mit 2 Mbit/s, die Schnittstellen mit variabel einstellbarer Bitrate bieten: gewöhnlich von 50 bit/s bis 2,048 Mbit/s. Die Schnittstelle ist bei diesen meist nach den in der Datenkommunikation gebräuchlichen X.21-, X.30-, X.31- und V.35-Normen ausgeführt, die außer den elektrischen und konstruktiven (Steckverbinder) Bedingungen auch die Bitratenadaption und die Signalisierung zwischen den Netzabschlüssen auf beiden Seiten der Standleitung festlegen. Inzwischen gibt es solche Netzabschlüsse auch für SDSL.